# フェリクス・フォン・ルックナー
フェリクス・ニコラウス・アレクサンダー・ゲオルク・グラーフ（伯爵）・フォン・ルックナー（ドイツ語: Felix Nikolaus Alexander Georg Graf von Luckner、1881年6月9日 - 1966年4月13日）は、ドイツの海軍軍人。冒険家。第一次世界大戦において武装帆船ゼーアドラー号(Seeadler)を操って通商破壊戦を行い、約30,000トンの船舶を拿捕、撃沈させ、海の悪魔(Der Seeteufel)と恐れられた。また、彼と乗組員をあわせて皇帝陛下の海賊たち(Die Piraten des Kaisers)とも呼ばれた。
自艦の乗組員のみならず、敵兵にもほとんど死傷者を出さなかったことから、騎士道精神の持ち主として称えられた。

## 前半生
1881年6月9日、ドレスデン近郊で生まれる。フォン・ルックナー伯爵家は代々騎兵士官を輩出した家柄であったが、ルックナーは幼い頃から海軍士官になることを望んでいた。また、アメリカ・インディアンの生活にも興味を持ち、いつかアメリカ大陸に渡ることを願っていた。
1895年、13歳の時、ルックナーは家出してハンブルクに向かい、フェラックス・ルーディッゲ(Phylax Ludecke)という偽名を使って、ロシア船籍の帆船ニオベ号(Niobe)のキャビンボーイとなった。ニオベ号はオーストラリアへ向かい、ルックナーはフリマントルで船を下りた。その後の約7年間、ルックナーはさまざまな職を転々とした。ホテルの皿洗い、救世軍の一員、燈台守の助手、猟師、インド人奇術団員の手伝い、ボクシング選手、漁師、メキシコ軍の歩兵、鉄道の敷設労働者、バーテンダー、などである。ただし、7年の大半は水夫として過ごした。将来のために貯蓄をしておいたルックナーは、ドイツに帰国するまでに3800マルクを稼いだという。
1903年、ドイツへ帰国したルックナーは、リューベックで航海士の訓練学校に入学した。卒業後、准士官の地位で、ハンブルク=アメリカ定期航路の汽船ペトロポリス号(Petropolis)に乗艦。9ヶ月の勤務の後、一年志願兵の資格を得た（一年志願兵制度とは、商船の乗組員を予備海軍士官として養成する制度のこと）。1904年、一年志願兵としてドイツ海軍に入隊したルックナーは、1年勤務後の1905年、予備海軍士官となった。幼い頃の夢どおり、海軍士官の制服を着ることができたルックナーは、ようやく故郷に帰った。息子は行方不明になり、とっくに死んだと思っていた両親は、突然の帰還に驚喜したという。その後2年間、ルックナーはハンブルク=アメリカ定期航路の航海士として働きながら船長になるための勉強をした。1907年、ルックナーは船長試験に合格して船長の資格を得た。それから1911年まで、依然としてハンブルク=アメリカ定期航路で働いた。
1912年、ルックナーに海軍への現役勤務を命じる辞令が届き、教育課程を受けた後にプロイセン号(Preusen)に配属された。1913年、西アフリカのカメルーンに派遣されていた砲艦パンター号(Panther)に転属となった。カナリア諸島のフェルテヴェントゥラ島に滞在した折、ドイツ人実業家の娘のイルマ(Irma)に出会った。彼女に一目ぼれしたルックナーは交際を申し込み、ドイツに帰国後に婚約した。

## 第一次世界大戦

### ゼーアドラー号の誕生

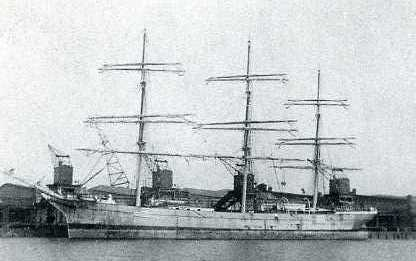
後にゼーアドラー号へ改造されるパス・オブ・バルマハ号

1914年、第一次世界大戦が勃発した。ルックナーは弩級戦艦ケーニヒ級戦艦「クロンプリンツ・ヴィルヘルム」に乗艦し、砲術将校としてヘルゴラント・バイト海戦、ユトランド沖海戦に参加した。
ユトランド沖海戦後、イギリス艦隊に対して劣勢となったドイツ艦隊は、現存艦隊主義のもとキール軍港に逼塞するようになった。敵のいなくなったイギリス艦隊は海上封鎖によって、ドイツ経済の消耗を狙った。こうした状況下、ドイツ海軍はUボートや仮装巡洋艦による通商破壊戦に移行した。しかし、イギリス海軍の封鎖線は厳重で、容易に突破することは出来なかった。ドイツ海軍司令部は、商船に化けた帆船ならば封鎖線をやり過ごせるのではないかと考えた。そこで、帆船での勤務経験が長く、太平洋や大西洋についての知識があり、各国語も堪能なルックナーに白羽の矢が立った。
仮装巡洋艦には、戦争当初に拿捕したアメリカ船籍で三本マストのクリッパー帆船パス・オブ・バルマハ号（Pass of Balmaha、1,571トン）を改造して使用することとなった。二門の105mm砲、二挺の重機関銃が外見からはわからないように装備された。また、500馬力の荒天用補助エンジンも搭載された。小銃や手榴弾といった武器は隠し倉庫に積載され、石油タンク、飲料水タンク、食糧貯蔵庫も新たに作り変えられた。捕虜収容のための船室も作り、士官用特別船室、捕虜専用食堂も備えた。ルックナーは、はじめ船名をアルバトロス号（Albatross=アホウドリ）にしようと考えていたが、すでに同名艦が存在したため、部下と相談してゼーアドラー号（Seeadler=海の鷲）とした。

### 封鎖突破
イギリスの封鎖を抜けるには他国籍の商船に偽装しなくてはならない。そこでルックナーはノルウェー帆船マレタ号に忍び込み、航海日誌を盗み出して、これをもとにゼーアドラー号を偽装した。しかし、準備の間にイギリスの封鎖が強化され、その間にマレタ号は出港してしまった。次に所在不明のノルウェー帆船カレモエ号の名を借りようとしたが、こちらは最近になってイギリス軍に拿捕されたという情報が届いた。万策尽きたルックナーは、見つかったら適当にごまかせばよいと出航を決意した。船名は幸運を祈って婚約者イルマの名をとった。
1916年12月21日、6人の士官と57人の船員を乗せ、ゼーアドラー号はヴィルヘルムスハーフェンを出航した。ドーバー海峡は通過できないため、ブリテン諸島の北を回りこむルートを選択した。12月25日、アイスランド南東の沖でイギリス海軍の巡洋艦アヴェンジャーに捕捉された。臨検を受けたものの、正体は悟られず、ゼーアドラー号は航海を続けた。

### 海の悪魔

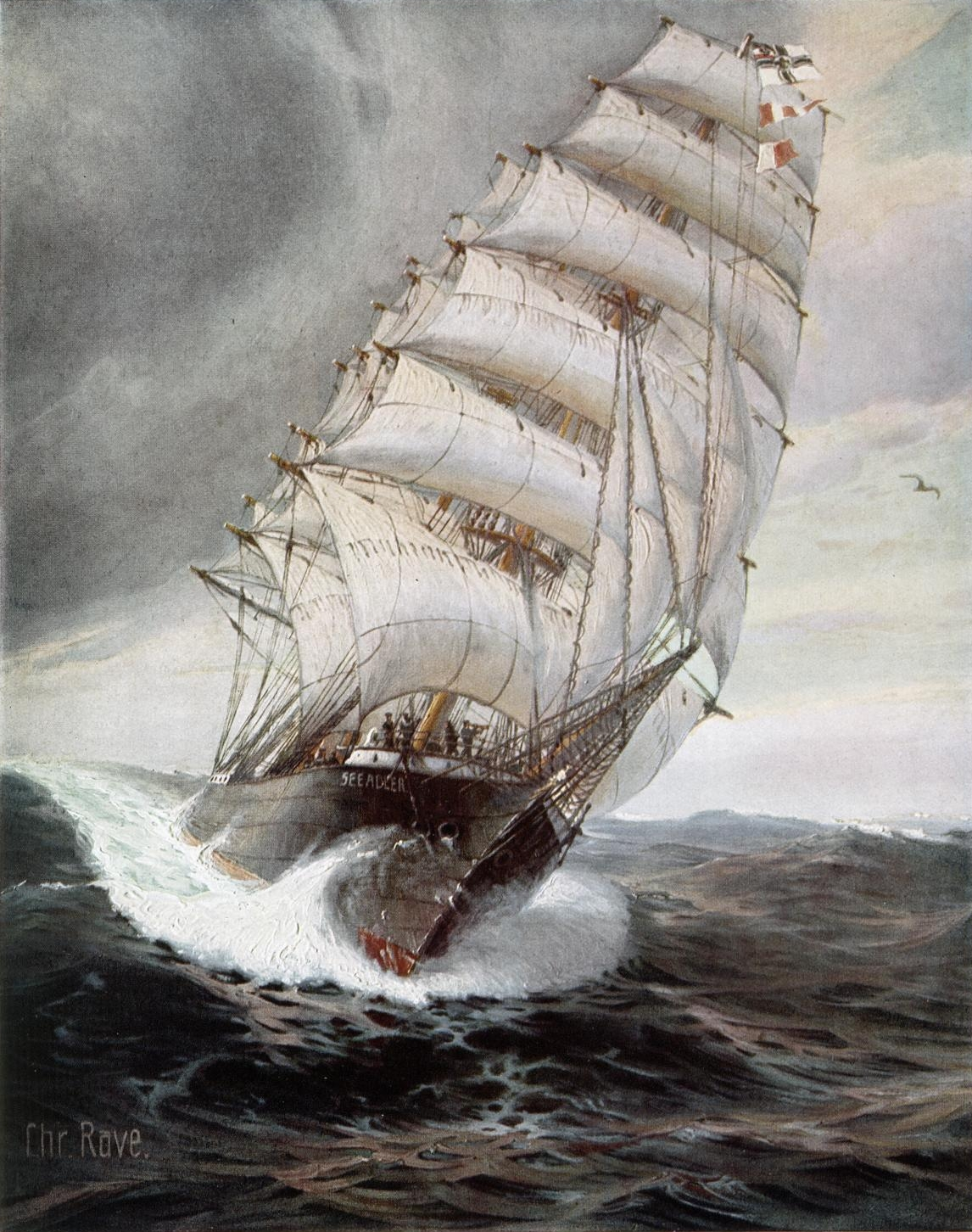
正面から見たゼーアドラー号。アントナン号の船長が追跡されている最中に撮った写真を元に描かれたもの。

1917年1月9日、ジブラルタル沖でイギリス船籍の石炭輸送汽船グラディス・ロイヤル号（Gladis Royle、3,268トン）を発見した。ルックナーは時間を尋ねる信号を送り、グラディス・ロイヤル号が接近してきたところでドイツ軍旗を掲げ、発砲した。威嚇射撃を3発したところでグラディス・ロイヤル号は停船した。ルックナーは乗員を自艦に移動させ、グラディス・ロイヤル号には爆薬を仕掛けて爆沈させた。
以降のゼーアドラー号のやり方はこれとほぼ同様であった。正体を隠して接近し、不意にドイツ軍旗を掲げて発砲、停船させてから拿捕するというものである。乗員は全てゼーアドラー号に移動させてから、船を沈没させた。捕虜は、船の前部（弾薬庫があった）に入らないことと、航行の邪魔をしない限り、船内で自由にすることが許された。
翌1月10日、近海でイギリス船籍の砂糖輸送汽船ランディー・アイランド号（Lundy Island、3,095トン）を拿捕、撃沈した。ランディー・アイランド号の船長は、以前捕虜宣誓に署名したことがあり、船に乗ること自体が戦争法違反であったが、ルックナーは不問にした。
ゼーアドラー号はジブラルタル沖を離れ、さらに南下した。ブラジルと西アフリカをつなぐ大西洋のほぼ中央で、貿易風に乗ってくる船を待ち受けた。1月21日、フランス船籍の帆船シャルル・グノー号（Charles Gounod、2,199トン）を拿捕、撃沈した。1月24日、カナダ船籍のスクーナー帆船パーシー号（Perce、364トン）を拿捕、撃沈した。パーシー号の船長は妻を連れて新婚旅行中だったという。
2月3日、フランス船籍の硝石輸送帆船アントナン号（Antonin、3,071トン）を拿捕、撃沈した。2月9日、イタリア船籍の硝石輸送帆船ブエノス・アイレス号（Buenos Ayres、1,811トン）を拿捕、撃沈した。
2月19日、イギリス船籍の穀物輸送帆船ピンモア号（Pinmore、2,431トン）を発見、拿捕した。ピンモア号は水夫時代にルックナーが乗艦した船であった。285日と言う一番長い航海を過ごし、嵐、病気、食料不足と水不足で死に掛けた因縁の船でもあった。ルックナーはピンモア号を爆沈させる前に一人で船内を巡り、思い出に浸ったという。

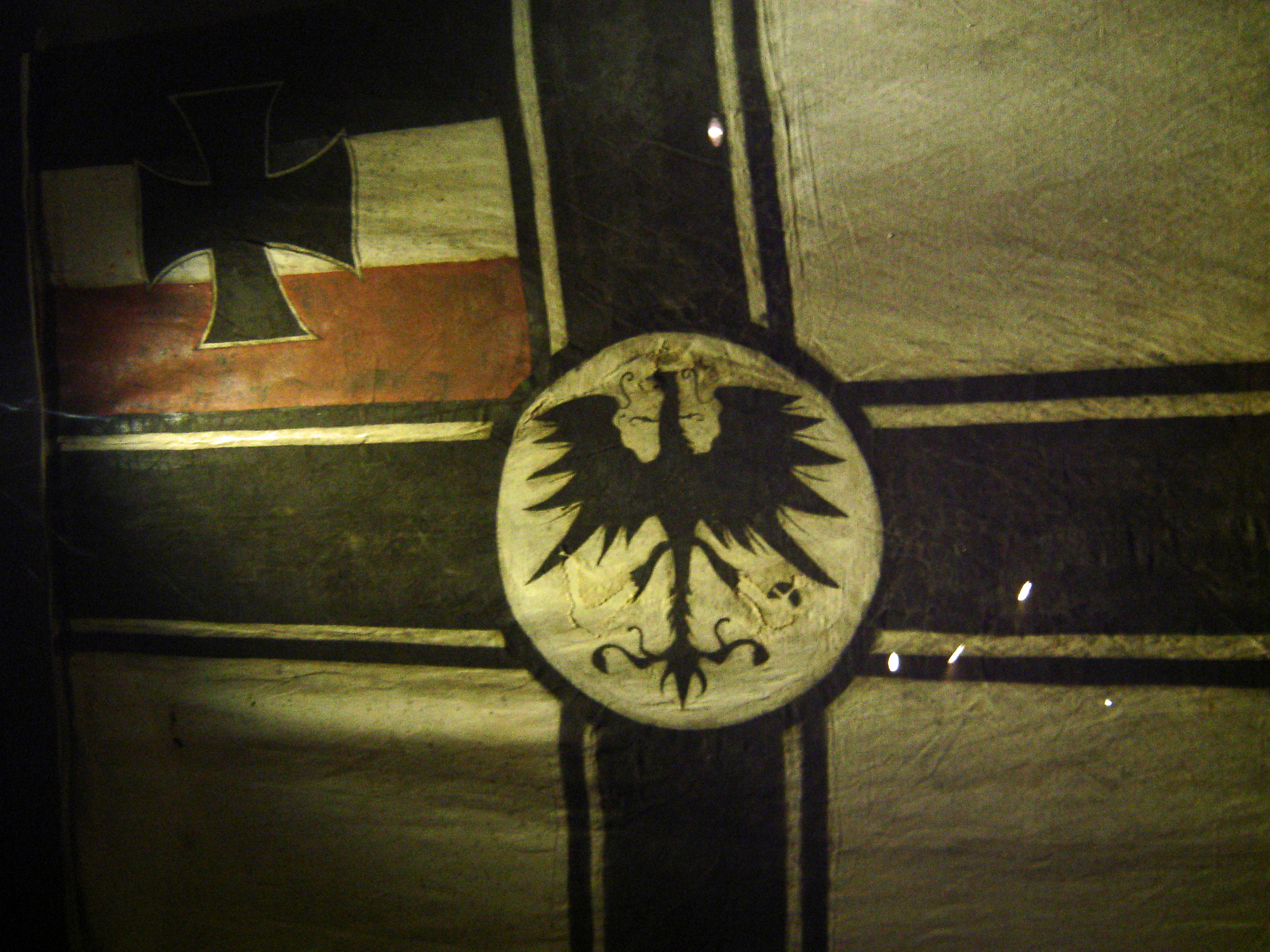
ゼーアドラー号に掲げられたドイツ海軍旗。Auckland War Memorial Museum

2月26日、イギリス船籍の家畜輸送帆船ブリティッシュ・ヨーマン号（British Yeoman、1,953トン）を拿捕、撃沈した。この船には女性が一人乗っており、パーシー号の新妻と仲良くなったという。同日夜、フランス船籍のラ・ロシュフコー号（Le Rochfoucauld、2,200トン）を拿捕、撃沈した。3月5日、フランス船籍の帆船デュプレクス号（Dupleix、2,206トン）を拿捕、撃沈した。
3月11日、イギリス船籍の汽船ホーンガース号（Horngarth、3,609トン）を発見した。ホーンガース号の甲板には5インチ砲（127mm砲）が据えられ、無線装置も設置されていた。ルックナーは正面からの撃ち合いでは勝てないので、計略を使った。まず煙を派手に噴出させて火事に見せ掛け、女装させた船員を甲板に立たせて救援を求めさせた。ホーンガース号が救援に近づいてきたところで、すかさずドイツ軍旗を掲げ、砲撃を見舞った。砲弾は狙い通り無線室を直撃した。この時、ホーンガース号の船員ダグラス・ページが脱落した蒸気パイプの下敷きになって死亡した。確認できる限りでは、ゼーアドラー号の交戦における唯一の死者である。続いて大音響を発する煙突砲（古い煙突に火薬を詰めただけの威嚇専用砲）を放つと、ホーンガース号の乗員はパニックに陥った。ホーンガース号の船長はまだ戦う気だったが、声の大きい船員に「魚雷発射用意」と叫ばせると、恐怖のあまり降伏した（実際には、ゼーアドラー号には魚雷など装備されていなかった）。この汽船は、その積荷の高価さとあわせてルックナーの戦果の中で最も大きなものであった。積荷のコニャック500箱とシャンパン2300箱、ヴァイオリンやピアノなどの楽器類、高価な絵画や家具などを押収し、ホーンガース号は沈没させた。
この頃、ゼーアドラー号の本来の乗組員と捕虜を合わせた乗員は300人を超えており、収容能力の限界に近づいていた。3月20日、フランス船籍の帆船カンブローヌ号（Cambronne、1,833トン）を拿捕した際、ルックナーは捕虜をこの船に乗せて陸地へ送り届けることにした。ゼーアドラー号は太平洋へ向かうが、海域を離れる時間を稼ぐために、カンブローヌ号のマストを半分にして速力が出ないようにした。ルックナーは捕虜に日数分の給料を支払い、絵画やシャンパンなどを餞別に送った。カンブローヌ号の指揮は、ピンモア号の船長で最先任のミューレンに委ねた。ルックナーはミューレンに陸に着くまで他船と連絡を取らないことを依頼した。ミューレンは約束を守り、途中で汽船とすれ違ったがやり過ごした。カンブローヌ号はリオ・デ・ジャネイロにたどり着き、捕虜は全員解放された。

### 太平洋へ
捕虜の話からゼーアドラー号の存在が判明し、英国海軍はホーン岬に艦隊を派遣して捕捉しようとした。ゼーアドラー号はこの網をすり抜けるため、できるだけ南寄りにホーン岬を越えた。4月18日、イギリス海軍の仮装巡洋艦オトラント（Otranto、12,124トン）を発見した。ルックナーは雷雨の中にゼーアドラー号を突っ込ませ、敵艦の接近をやり過ごした。
ホーン岬を越えた後、ルックナーは予備の救命ボートにゼーアドラー号と記名して海に流した。その内の数隻がイギリス艦に拾われ、ゼーアドラー号は沈没したと発表された。これでしばらくの間ゼーアドラー号の追撃は中止された。
太平洋に出たゼーアドラー号は、クリスマス島周辺で行動を開始した。この頃にはアメリカがドイツに宣戦布告しており、アメリカ船も攻撃対象となった。6月14日、アメリカ船籍の帆船A. B. ジョンソン号（A. B. Johnson、529トン）を拿捕、撃沈した。6月18日、アメリカ船籍の帆船R. C. スレイド号（R. C. Slade、673トン）を拿捕、撃沈した。7月8日、アメリカ船籍の帆船マニラ号（Manila、731トン）を拿捕、撃沈した。

### ゼーアドラー号の座礁
太平洋ではイギリス、日本、アメリカの軍艦が網を張っており、ゼーアドラー号は以前ほど自由に行動できなかった。食料や水も欠乏し始めたため、ルックナーは補給と休息のためにソシエテ諸島へ向かった。7月29日、ゼーアドラー号はリーワード諸島モペリア環礁に到着。環礁のために内海に入れず、外海に投錨した。ルックナーと船員、捕虜は数日間を島で過ごした。
8月2日、津波が島を襲った。ゼーアドラー号は環礁に乗り上げ、船腹に穴が開き航行が不可能になった。やむなくルックナーと船員たちは島を切り開き、住居を建てて生活を始めた。彼らはこの小さな集落をたわむれにゼーアドラーブルク（Seeadler burg）と呼んだ。

### クロンプリンツェシン・セシリー号
ルックナーは島を脱出しなくてはならないと決意した。そこで、救命ボートで近くの島に向かい、適当な艦船を乗っ取ってこようと考えた。島に残る乗組員の指揮は副長のクリンク大尉に委ね、三ヶ月過ぎてもルックナーが戻らない場合、独自に脱出策を練るように命じた。
8月23日、ルックナーは5人の船員と共にクロンプリンツェシン・セシリー号(Kronprinzessin Cecilie)と名づけたボートでモペリア環礁を出航した。ルックナーと部下はクック諸島へ向かい、8月26日、クック諸島南部のアチウ島に到着した。島にはイギリスの駐在官がいたが、オランダ系アメリカ人の振りをしてごまかした。8月29日、アイツタキ島に到着した。ここにも駐在官がいたが、今度はノルウェー人の振りをしてごまかした。その後一行は、クック諸島の中心地ラロトンガ島に接近するも、目ぼしい船は見当たらなかった。
クック諸島で船を手に入れることが出来なかったルックナー一行は、3,700 km離れたフィジー諸島へ向かうことにした。しかし、フィジーへの航海は途中に立ち寄る島がなく、厳しいものになった。ルックナーも部下も壊血病に罹患して危うく死に掛けたが、どうにかフィジー諸島の端のニウエ島に到着した。ここで体力を回復したルックナーと部下は、フィジー諸島の中心部へ向かった。
9月19日、ルックナーと部下はロマイヴィティ列島ワカヤ島に到着した。モペリア環礁を出航してから28日間、2300マイルをボートで航海したことになる。ルックナーは拿捕すべき帆船を物色した。9月20日、一隻のスクーナーが入港してきたので、これを奪うことにした。再びノルウェーの船員の振りをして乗船許可をもらい、海上に出てから奪うつもりであった。9月21日、現地住民の密告を受けたイギリス艦アラム号が憲兵を載せて入港し、ルックナーたちを逮捕しに来た。憲兵の装備は貧弱で、人数も少なかったが、ルックナーは抵抗せずに逮捕された。

### 捕虜生活と脱走
ルックナーと部下はフィジー諸島の首都レブカに連行され、そこで監獄に入れられた。俘虜生活の最中、日本海軍の第三特務艦隊司令官山路一善少将と面会した。第三艦隊はオーストラリア近海の通商護衛任務を命じられており、ゼーアドラー号の捕獲もその任務だった。山路はゼーアドラー号の残りの乗員の所在を尋ねたが、ルックナーはどうにかごまかした。
しばらく後、ルックナーは砲術長のカール・キルヒアイス大尉とともにオークランド島へ移され、他の四人はサムス島へ移された。ルックナーとキルヒアイスは、そこからさらにニュージーランドのオークランド近郊のモツイヒ島にあった捕虜収容所へ移された。ルックナーは他のドイツ人捕虜と共に脱走計画を練った。そこで収容所所長にクリスマスパーティーに芝居をすると申し出て、その準備をする振りをして脱走準備を整えた。爆弾とピストル、ニュージーランド軍の軍服と所長のサーベルを盗み出し、模造機関銃と六分儀、ドイツの国旗と帆を手作りした。
12月13日、ルックナーとキルヒアイスは6人の捕虜と共に、収容所所長のモーターボートパール号(Pearl)を盗み出して脱走した。12月16日、遭遇した平底舟のモア号(Moa)を拿捕し、ケルマデク諸島へ向かった。12月21日、ニュージーランド海軍の補助巡洋艦アイリスに捕捉され、ルックナーたちは再び捕虜となった。ルックナーたちはオークランドの刑務所に入れられ、その後リヴァー島の収容所に移され、それから再びモツイヒ島の収容所に移された。ルックナーは再び脱走計画を練ったが、実行に移す前に休戦協定が締結されたとの一報が届いたため、脱走は中止された。
1919年7月、ルックナーはドイツに帰国した。ルックナーの業績は広く知られていたので、大歓迎を受けた。すでに皇帝ヴィルヘルム2世は退位し、帝政ドイツの勲章制度は廃止されていたが、特別にドイツ政府から軍人最高の栄誉であるプール・ル・メリット勲章が授与された。その後、ルックナーは婚約者イルマと結婚した。

### クリンク大尉たちの航海
モペリア環礁に残されたクリンク大尉は、ワカヤ島でルックナーが逮捕されたという無線を受信すると、すぐに脱出計画を練り始めた。偶然、フランスのスクーナー帆船リュティス号(Lutece)がゼーアドラー号の残骸を発見し、救援のために島に接近してきた。クリンクは部下と共にボートを出して、リュティス号を拿捕した。クリンクは捕虜をモペリア環礁に下ろし、リュティス号をフォルテュナ号(Fortuna)と改名して、部下とともに南アメリカへ向かった。
一方島に残された捕虜たちのうち、スミス船長以下数人は救助を呼ぶためにモペリア環礁を脱出、10月4日に1,600km離れたアメリカ領サモアの首都パゴパゴに到着して救助を要請した。そのため、最後までモペリア環礁に残っていた捕虜44人は山路一善少将座乗の防護巡洋艦「筑摩」に回収された。
フォルティナ号はイースター島近海で難破し、クリンクと部下は現地住民によって救われた。11月25日、クリンクと部下はチリ船籍の汽船にチリまで運んでもらい、ドイツ人植民者の世話になって終戦まで過ごした。休戦協定が結ばれた直後、船医のピーチ博士が心臓病で死亡した。ルックナーの部下中ただ一人の死亡者であった。1920年1月3日、クリンクと部下はドイツに帰国し、出迎えに来ていたルックナーと再会を喜びあった。

## 第一次世界大戦後
戦後、ルックナーは各地で講演を行い、また著作を記した。ただし、著作の中にはゴーストライターに書かせたものもあると推測されている。1921年、ルックナーはドイツ海軍の練習艦ニオベ号の艦長になった。同年、フリーメイソンに入会した。1922年、ルックナーは海軍少佐で退役した。その後は、妻と共に世界各地を巡った。特にアメリカでは歓迎され、数度の訪問で合計して7年近くを過ごし、多くの州の名誉市民となった。
1936年、ルックナーはスクーナー帆船ゼートイフェル号（Seeteufel=海の悪魔）を購入した。翌1937年から世界周航旅行に出て、1939年にドイツに帰国した。この頃、ドイツではアドルフ・ヒトラーのナチ党が独裁体制を築いており、第二次世界大戦に向かっていた。ヒトラーは前大戦の英雄ルックナーの名声を政治宣伝に利用しようとした。しかし、ルックナーはナチスに弾圧されていたフリーメイソンの会員であり、自身もナチズムに反感を持っていたため、協力を拒否した。このため銀行口座を凍結され、不自由な思いをすることとなった。1943年、ルックナーはユダヤ人女性ローザ・ヤンソンを爆撃から救った。ルックナーは彼女にアメリカのパスポートを与え、中立国に送り出した。1945年、ルックナーはハレ市長の要請でアメリカ軍との降伏交渉にあたり、無用な破壊を防いだ。
戦後、ルックナーは再び各国を巡った。1953年、ハレ市の名誉市民となった。1966年、スウェーデン人の妻インゲボリ・エンゲストローム(Ingeborg Engestrom)とともに滞在していたスウェーデンのマルメで84歳で亡くなった。遺体はハンブルクのオールスドルフ墓地に埋葬された。

## 逸話
- 曽祖父のニコラウス・フォン・ルックナーは、騎兵隊を率いて各国に仕えた傭兵隊長であり、デンマーク王から伯爵号を授かった。後にフランスに仕え、陸軍元帥としてライン方面軍を指揮した。フランス国歌のラ・マルセイエーズは、もとは方面軍司令官時代のルックナー伯爵に献呈されたものである。

- ハンブルクで船員になろうとしたルックナーだったが、13歳では親の許可なしでは船に乗れなかった。ルックナーは途方にくれたが、偶然、ペーター・ブロイマーという老船頭に出会い、彼の助力でニオベ号に乗ることが出来た。この時、ペーターは水夫時代の35年間に使っていた衣服箱と水夫の必需品をルックナーに与えた。衣服箱の蓋の裏には「俺を忘れるな、ペーター」と刻んであった。この衣服箱は事故で無くしてしまったが、恩を忘れなかったルックナーは、後にハンブルクに戻った際に、真っ先にペーターに会いに行った。しかし、彼はすでに亡くなっていた。ルックナーは鉄の錨を購入し、「僕はあなたを忘れなかった、あなたの少年」という碑文を刻んでペーターの墓の上に置いた。

- ニオベ号でのオーストラリアへの航路の途中、嵐に遭遇したルックナーは、マストから海に放り出された。ルックナーはアホウドリの足をつかんで海面に浮き、救命ボートが拾い上げてくれるまでしのいだという。後に乗艦をアルバトロス号と命名しようとしたのは、この経験からであった。

- オーストラリアでサーカス団員をしていた時、ルックナーは仲間から手品をいくつか教わった。後に皇帝ヴィルヘルム2世の前でこの手品を披露したところ、いたく気に入られ、その後は目をかけられるようになった。皇帝はルックナーの士官教育の際の授業料を払ってくれた。また、現役勤務開始の日付を予備士官勤務時のものまで遡らせ、先任序列を繰り上げてくれた。（当時の軍隊では、出世には先任序列が最優先だった。）

- 1911年に、ハンブルクにいたルックナーは、海で溺れた船員を助けた。これ以前にも何度か人命救助をしたことがあり、この事件とともに新聞で取り上げられた。この記事が海軍上層部の目に留まり、現役士官への勤務命令が与えられたのだという。

- ゼーアドラー号の航海の際、ルックナーは若い機関助手で童顔のシュミットに女装させ、船長の妻ということにした。ノルウェー船の船長がしばしば妻を乗艦させていたからである。彼は童顔だが海で鍛えた胴間声と屈強な体型だったため、虫歯の治療中と称して口腔内に真綿を含み、また寝台に身を横たえて毛布にくるまり病弱を装った。アヴェンジャー号に臨検された際、このおかげでイギリス士官は遠慮し、臨検をすぐに終了させることとなった。また、ホーンガース号の拿捕でも彼は活躍した。

- フィジー諸島への航海の際、ビタミンＣの欠乏に起因する壊血病で死に掛けたルックナーたちの心を支えたのは、フリッツ・ロイターの滑稽小説『コンスタンティノープルへの航海』だったという。

- ワカヤ島で英国の憲兵が逮捕に来た際、ルックナーが抵抗しなかったのは、軍服を着ていなかったからだったという。私服で戦えば海賊・スパイ・武装工作員ということになり、戦時国際法規（交戦規定）に反する為もあったが、何よりも制式の軍服を着用せずに戦う事は、栄えあるドイツ帝国海軍の軍人であり皇帝ヴィルヘルム２世の寵愛を受けた身として、彼の誇りが許さなかったからであろう。

## 参考書籍
- トーマス・ローウェル「海の鷲　ゼーアドラー号の冒険」フジ出版社、村上啓夫訳
- 三野正洋/古清水政夫 「死闘の海 / 第一次世界大戦海戦史」 新紀元社

## 関連文献
大内健二『戦時商船隊-輸送という多大な功績』（光人社NF文庫、2005年）　ISBN　4-7698-2469-6 
　